# Determined
«Determined» es el primer sencillo perteneciente a Lost and Found, el tercer álbum de estudio de la banda estadounidense Mudvayne, lanzado en 2005. Tiene una duración de dos minutos y treinta y nueve segundos y fue producido por Dave Fortman bajo el sello discográfico Epic Records. La canción fue escrita por los miembros de la banda.
«Fucking Determined» era el título original de la canción, que posteriormente fue cambiado simplemente a «Determined». Fue nominada a los Premios Grammy en 2006 en la categoría de Mejor interpretación de metal, pero fue superada por la canción «Before I Forget» de Slipknot. También fue la banda sonora del videojuego Need for Speed: Underground 2, desarrollado por Electronic Arts.

## Vídeo
El vídeo musical está dirigido por Dale Resteghini y fue grabado en la ciudad de Nueva York, Estados Unidos. El video musical muestra a la banda tocando la canción en frente de un numeroso grupo de aficionados.

## Lista de canciones
| Promo CD |              |          |  |
| N.º      | Título       | Duración |  |
| 1.       | «Determined» | 2:39     |  |